# K팝 커버댄스 페스티벌
K팝 커버댄스 페스티벌은 2011년도부터 세계 최초이자 최대 규모로 시작된 국제 K-POP 댄스 페스티벌이다. K-POP 아이돌 가수들의 춤, 표정, 의상 등을 따라 표현하는 축제다.
팬들이 주인공이 되는 축제 K-POP 온·오프라인 한류 융합콘텐츠로 ‘팬들을 위한, 팬들에 의한, 팬들의 K-POP’이라는 기치 아래 지속 가능한 한류 공유와 긍정적인 공감대 형성을 목적으로 하는 글로벌 팬케어 캠페인으로 자리잡았다.
1904년 설립된 서울신문사가 전세계 글로벌 팬들을 위해 시작하여 꾸준히 주최를 하고 있으며 대한민국 문화체육관광부 해외문화홍보원의 한국문화원과 서울특별시가 함께하고 있다.
자연스럽게 참여 가능한 호감형 콘텐츠를 직접 체험함으로써 대한민국과 우정을 쌓으며 세계 곳곳에서 자유롭게 함께 할 수 있도록 기획했다. 드라마로 촉발된 한류 이후 K-POP과 다양한 한류 및 문화를 좋아하는 팬들이 급속도로 늘어났으며, 그 동안 한류 팬들이 보여준 외사랑에 대해 직접 참여하여 즐기는 문화 교류의 모델을 제시했다. 팬들이 주인공이 되는 기회를 나눔으로써 진정한 의미의 문화 교류를 극대화 시켰다는 평가를 받고 있다.
2020년 코로나19 범유행 여파로 힘든 상황임에도 이를 극복하였고, 매년 이 축제를 기다리는 팬들의 성원에 힘입어 성공적으로 개최하였다. 기존의 현장 중심 대면 행사에서 온라인 페스티벌로 2020년부터 시행하여 성공적으로 대회를 진행하고 있다. 범유행이 끝나지 않은 2021년 행사도 온라인 비대면 행사로 성대하게 진행을 했다. 코로나19 범유행으로 개최가 어려운 것을 뛰어 넘어 팬들을 위해 개최를 꾸준히 한 것에 대해 전세계 K-POP 팬들은 뜨거운 응원을 보내며 축제의 의미를 높이 호응하고 있다.
2024년 전세계 월드 투어를 진행했으며 각나라 대표로 선발된 팀들이 대한민국 서울에서 오프라인 축제로 개최된 월드 파이널에 초대됐다. 코로나19 범유행에도 온라인으로 잘 진행한 후 2022년 오프라인으로 화려한 복귀를 하며 글로벌 축제의 성공적인 개최를 전세계에 알렸다. 2024년 미국 LA 그래미뮤직의 뮤지엄에서 개최하는 등 K-POP 팬들의 사랑을 가득 받고 있다.

## 방송
- 커버댄스 페스티벌 K-POP 로드쇼 40120 (MBC)